# تل نبيشة
| M17 | G17 | Z4 | M17 · M17 | Q7 | X1 · O49 |

| M17 | G17 | Z4 | M17 · M17 | Q7 | X1 · O49 |

| M17 | Aa15 | G17 | X1 | A17 | O49 |

| M17 | Aa15 | G17 | X1 | A17 | O49 |

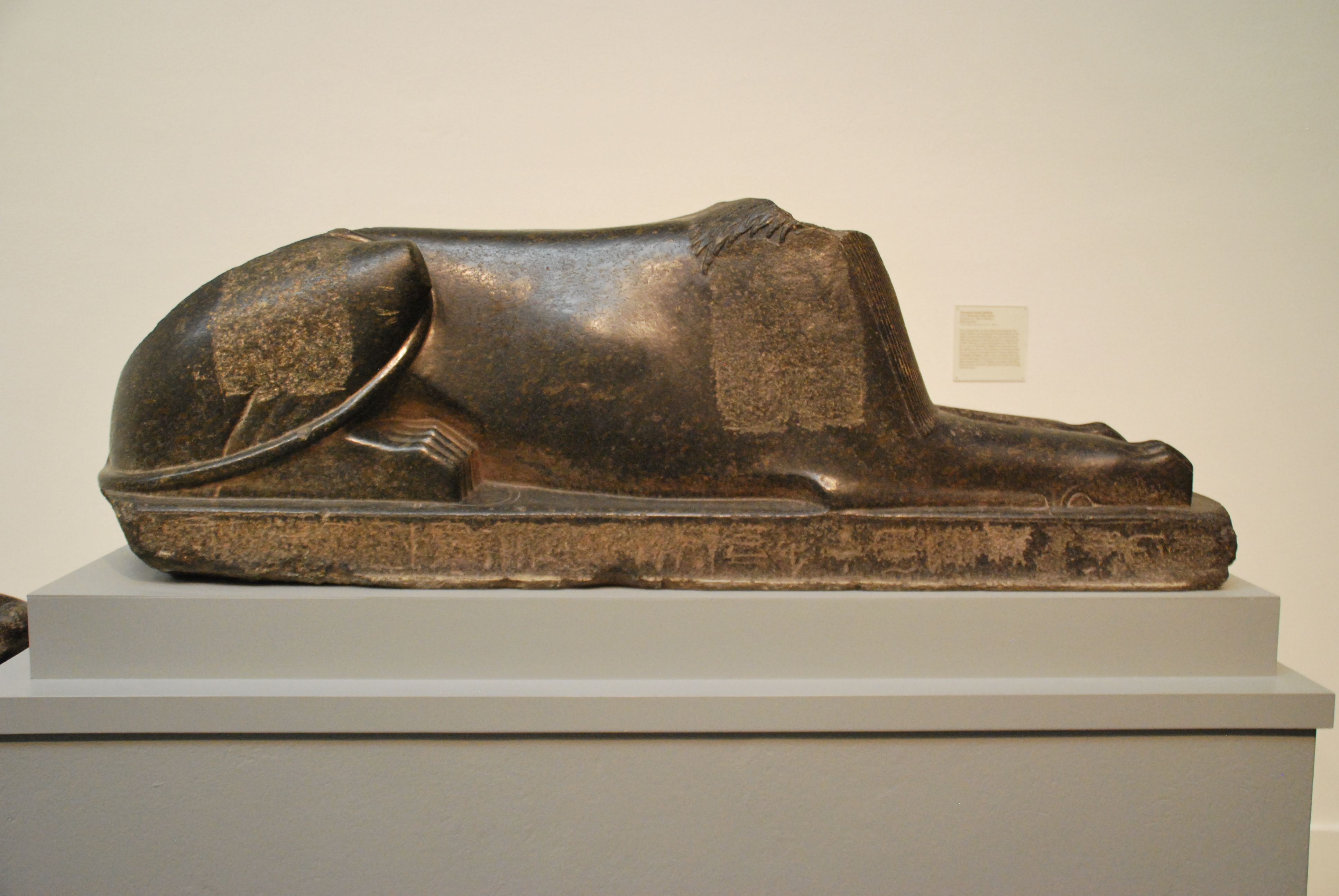
أبو هول ملكي من نبيشة. من الجرانيت الأسود من الأسرة الثانية عشر. متحف بوسطن للفنون الجميلة

تل نبيشة أو نبيشة (معروف أيضًا باسم «تل فرعون») هو موقع أثري في مصر عُثِرَ فيه على تمثال «رعمسيس الثاني» أهداه لإلهة هذه الجهة المسماة «وازيت» (وادجيت)، وهو في المقاطعة التاسعة عشرة أميت التي كانت تُعبد فيها الإلهة «وازيت» (وادجيت). يقع على بعد حوالي 10 كيلومترات جنوب تانيس في شرق دلتا النيل. كان العاصمة القديمة للمقاطعة التاسعة عشر لمصر السفلى وبحلول الفترة الآشورية، خلفته تانيس.

## الحفريات
يتكون الموقع من ثلاث مناطق: موقع المعبد والمدينة والمقبرة.
ربما بُنِيَ معبد في الموقع مكرس للإلهة وادجيت (إلهة الكوبرا في مصر السفلى) خلال فترة الرعامسة. ومع ذلك فإن أدلة النقوش المكتشفة في الموقع «تشير بوضوح إلى أن التسكين بدأ في الأسرة الثامنة عشرة».
كانت وادجيت تُعبَد في المنطقة باسم «سيدة إميت». في وقت لاحق انضم إليها مين وحورس لتشكيل ثالوث من الآلهة. استند هذا للنموذج الأوزوريسي "Osiriac" الذي عُرِفَ في مكان آخر في مصر.
احتوت المنطقة على معبدين. تم تأريخ أصغرهما من خلال أحجار الأساس التي سميت الملك أحمس الثاني (أماسيس) من الأسرة السادسة والعشرين. ويبدو أنه قد كُرِسَ للإله مين، وكُرِسَ المعبد الأكبر لـ وادجيت.
كما عُثِرَ على آثار مُعادٌ استخدامها من المملكة الوسطى وربما نُقِلت هنا من مكان آخر.

## حفريات بيتري
نقب فلندرز بيتري هناك لأول مرة عام 1886 أثناء عمله في جمعية استكشاف مصر. عثر بيتري على تمثال سفنكس ملكي بين أطلال معبد قديم، وهو الآن في متحف الفنون الجميلة في بوسطن. يُعتقد أن التمثال يرجع لعهد أمنمحات الثالث (الأسرة الثانية عشرة) أو ما بعده.
خَلُصَ بيتري إلى أن المعبد بُني في عهد الأسرة الثانية عشرة، ثم أُعِيدَ استخدامه في الأسرة التاسعة عشرة تحت حكم رمسيس الثاني.
من ضمن ماكشفت عنه حفريات بيتري:
عثر بيتري أيضًا على بقايا تمثال ضخم جالس لرعمسيس الثاني، ومذبح جرانيتي من المملكة الوسطى، وبقايا تمثالين عروش من المملكة الوسطى منحوتين من الحجر الرملي الأحمر.
في عام 1985/6 قام المجلس الأعلى المصري للآثار بالتنقيب هناك. وعثروا على مدافن من المملكة الوسطى وما بعدها، وبعض مقابر من الأسرة السادسة والعشرون.

## للاستزادة
- Bakry, H.S.K., “Recent Discoveries in the Delta. A Statue of Ramesses IV (1151- 1145 BC) found at Tell el-Farûn”, RSO 46, 1971, 8-11.
- Bonnet, C., RÄRG, 130.
- Bresciani, E., “Tre documenti dall' Egitto. III. Stele funeraria demotica da Husseneiah”, SCO 17, 1968, 234-236.
- Brink, E. van den, MDAIK 43 (1986), 7ff;
- De Cenival, J.L., “Les textes de la statue E 25.550 du Musée du Louvre”, RdE 17, 1965, 15-20.
- Daressy, G., “Le roi Auput et son domaine”, RT 30, 1908, 202-208.
- ----, “Léontopolis, métropole du XlXe nome de la Basse-égypte”, BIFAO 30, 1931, 624-649.
- Drioton, E., “Les fêtes de Bouto”, BIE 25, 1943, 1-19.
- Foucart, G., “Extraits des rapports adressés pendant une inspection de la Basse-égypte en 1893-1894”, ASAE 2, 1901, 44-83, especially 67-69.
- Gardiner, Ancient Egyptian Onomastica, II, 170*-171*, no. 409.
- Gauthier, Dictionnaire Géographique, I, 73-74.
- Jacquet-Gordon, H., “A Donation Stela of Apries”, RdE 24, 1972, 84-90.
- Kamal, A., “Tell Faraon (Bouto)”, ASAE 3, 1902, 7-14.
- I M Kamal: ASAE 65, 83-9;
- Leclant, Or. 34, 1965, 180, §7; Or. 35, 1966, 134, §13; Or. 40, 1971, 228-229, §8; Or. 41, 1972, 251, §6; Or 42 (1973), 396; Or. 43, 1974, 175, §13; Or. 52, 1983, 411-472, §16; Or. 54, 1985, 347-348, §22;
- Leclant and Clerc, Or. 55, 1986, 246, §21.
- Martin, K., “Imet”, LÄ III, 140-141.
- Montet, P., Géographie, I, 180-182.
- Mustafa, I.A., “A Preliminary Report on the Excavation of the EAO at Tell Faraon - 'Imet', Season 1985- 1986”, in van den Brink (ed.), The Archaeology of the Niie Delta, 141-149.
- ----, “Some Objects Dating from the Archaic Period Period at Tell Faraon-Imet”, GM 102, 1988, 73-84.
- ----. “Tell Faraon-Imet”, Bull. GIECE 11, 1986, 8-12.
- ----, “Tell Faraon-Imet”, Bull. GIECE 13, 1988, 14-18, 19-22.
- Petrie, W.M.F., Tanis II, Nebesheh (Am) and Defenneh (Tahpanhes), London, 1888, 1-37.
- ----, Ten Years' Digging in Egypt. London, 1893, 64-70.
- Vincent Razanajao, « La demeure de Min maître d’Imet. Un monument de Tell Farâoun réinterprété », ENIM 2, 2009, p. 103-108.
- Vincent Razanajao, "Tell el-Fara'un and the Ancient Imet", in: M.I. Bakr and H. Brandl with F. Kalloniatis (eds.), Egyptian Antiquities from the Eastern Nile Delta (Museums in the Nile Delta, vol. 2), Cairo/Berlin 2014, pp. 48–58, 200-239; (ردمك 9783000453182).